# 1 Pułk Strzelców im. Henryka Dąbrowskiego
1 Pułk Strzelców im. Henryka Dąbrowskiego – oddział piechoty sformowany we Włoszech w 1918 roku, w ramach Armii Polskiej we Francji, z jeńców armii austro-węgierskiej i Armii Cesarstwa Niemieckiego narodowości polskiej.

## Formowanie i zmiany organizacyjne
W ostatnich dniach grudnia 1918 i na początku stycznia 1919 w obozie Santa Maria Capua Vetere zorganizowano 12 kompanijny 1 Pułk Strzelców im. Henryka Dąbrowskiego.
Przysięga wojskowa
Żołnierze pułku złożyli przysięgę 1 grudnia 1918. Zaprzysiężenie poprzedziła msza połowa. W uroczystości wziął udział chór oficerów z Casagiove i chór kompanii podchorążych. Treść tej pierwszej przysięgi na ziemi włoskiej brzmiała:

„Przysięgam przed Panem Bogiem Wszechmogącym, w Trójcy Świętej Jedynym na wierność Ojczyźnie mojej Polsce jednej i niepodzielnej, przysięgam, iż gotów jestem życie oddać za świętą sprawę jej zjednoczenia i wyzwolenia, bronić sztandaru mego do ostatniej krwi, dochować karności i posłuszeństwa mojej zwierzchności wojskowej, a w całem postępowaniem mojem strzec honoru żołnierza polskiego. Tak mi Panie Boże dopomóż!”

## Żołnierze pułku
| Dowódcy pułku | Dowódcy pułku    | Dowódcy pułku          | Dowódcy pułku      |
| stopień       | imię i nazwisko  | okres pełnienia służby | kolejne stanowisko |
| ------------- | ---------------- | ---------------------- | ------------------ |
| por.          | Henryk Witkowski | XI 1918 –              |                    |